# یوتی‌سی ۸:۰۰+
|  | یوتی‌سی ۰۳:۰۰+ | MSK−1: زمان کالینینگراد |
|  | یوتی‌سی ۰۴:۰۰+ | MSK: زمان مسکو          |
|  | یوتی‌سی ۰۶:۰۰+ | MSK+2: زمان یکاترینبرگ  |
|  | یوتی‌سی ۰۷:۰۰+ | MSK+3: زمان اومسک       |
|  | یوتی‌سی ۰۸:۰۰+ | MSK+4: زمان کرانسنویارک |
|  | یوتی‌سی ۰۹:۰۰+ | MSK+5: زمان ایرکوتس     |
|  | یوتی‌سی ۱۰:۰۰+ | MSK+6: زمان یاکوتسک     |
|  | یوتی‌سی ۱۱:۰۰+ | MSK+7: زمان ولادی‌وستوک  |
|  | یوتی‌سی ۱۲:۰۰+ | MSK+8: زمان ماگادان     |

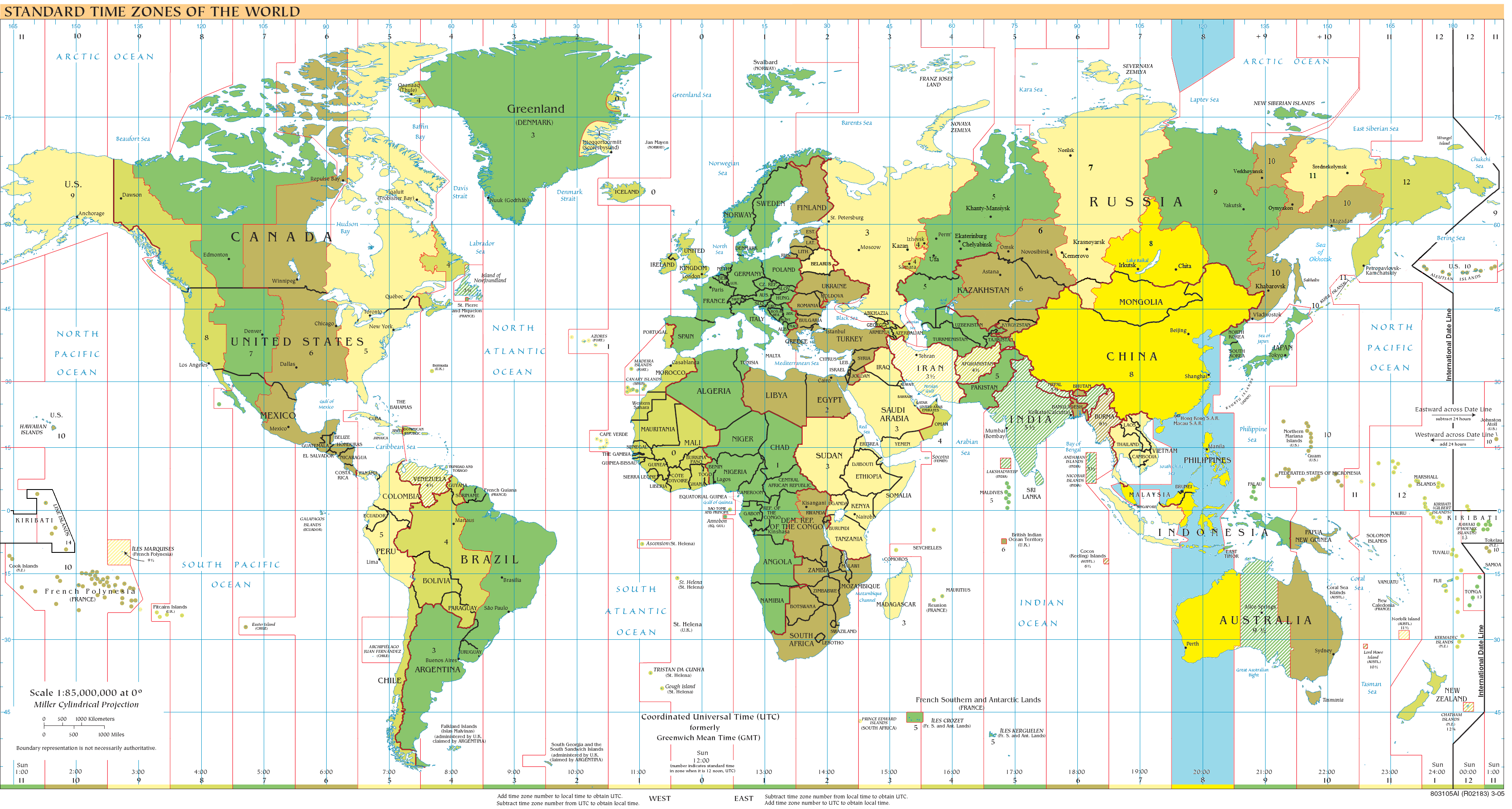
گرینویچ ۸:۰۰+ در ژوئن ۲۰۱۱, در زرد (در تمام مکان‌ها تمام سال), آبی روشن - منطقه دریا

هم‌اکنون زمان‌بندی گرینویچ ۸:۰۰+ (به انگلیسی: UTC+08:00) برای اندازه‌گیری زمان کاربرد دارد.

## استفاده
بر پایه تخمین بیش از ۱٫۵۳ میلیارد نفر از مرد زمین (در حدود ۲۲٫۵٪ جمعیت زمین) در این منطقه زمانی زندگی می‌کنند و این منطقه زمانی پرجمعیت‌ترین منطقه زمانی می‌باشد که امکان برگزیدن آن به عنوان زمان قاره آسیا وجود دارد.
این منطقه زمانی در همه کشورهایی که به زبان چینی صحبت می‌کنند مورد استفاده است و همه وبگاه‌های چینی بین‌المللی از این زمان استفاده می‌کنند.

## زمان استاندارد در تمام سال
- جمهوری خلق چین - زمان استاندارد چین (زمان پکن), همچنین
  - هنگ کنگ - زمان هنگ‌کنگ
  - ماکائو - زمان هنگ‌کنگ
- جمهوری چین - زمان در تایوان
- اندونزی (مرکز منطقه)
  - کالیمانتان شرقی و کالیمانتان جنوبی
  - جزایر سوندای کوچک
  - سولاوسی
- سنگاپور - زمان سنگاپور
- مالزی - زمان در مالزی
- برونئی - زمان در مالزی
- فیلیپین - زمان در فیلیپین
- مغولستان (بیشتر کشور)
- زمان در استرالیا (AWST - زمان رسمی غرب استرالیا)
  - استرالیای غربی
- روسیه
  - زمان کراسنویارک

## اختلاف‌ها بین منطقه زمان رسمی UTC+08 و جغرافیای UTC+08

### منطقه‌هایی که از زمان UTC+08 استفاده می‌کنند ولی در عرض‌های جغرافیایی دیگر هستند
بخش غربی کره (کشور), شامل شهرهای پیونگ‌یانگ و سئول.

#### منطقه‌های بین ۱۲۷°۳۰′ E و ۱۴۲°۳۰′ E («فیزیکی» UTC+09)
- بخش شرقی چین شامل هیلونگ‌جیانگ.
- بخش شرقی بیشتر مناطق غرب استرالیا.

#### منطقه‌های بین ۹۷°۳۰′ E و ۱۱۲°۳۰′ E («فیزیکی» UTC+07)
- بخش‌هایی از چین، شامل گوانگشی و هاینان.
- بیشتر مرکز مغولستان شامل پایتخت اولان‌باتور.
- شبه‌جزیره مالزی.
- بخش غرب بورنئو شامل غرب ساراواک، مالزی.
- سنگاپور

#### منطقه‌های بین ۸۲°۳۰′ E و ۹۷°۳۰′ E («فیزیکی» UTC+06)
- بخش‌هایی از چین، بیشتر شامل سین‌کیانگ (با وجودی که مردم بومی UTC+06 را به رسمیت می‌شمارند ولی UTC+08 زمان رسمی است) و بیشتر تبت.
- غرب مغولستان.

#### منطقه‌های بین ۶۷°۳۰′ E و ۸۲°۳۰′ E («فیزیکی» UTC+05)
- بخش‌های غربی چین شامل غرب استان زینگ‌جیانگ (با وجودی که مردم بومی UTC+06 را به رسمیت می‌شمارند ولی UTC+08 زمان رسمی است).